# Донген (Нидерланды)
Донген (нид. Dongen) — город и община в Нидерландах, в провинции Северный Брабант

## География
Община и город Донген расположены в южной части Нидерландов, в провинции Северный Брабант. На востоке от Донгена находятся города Тилбург и Валвейк, на юге — город Рийен. Община находится в болотистой местности на реке Донге, притоке Мааса, и на канале Вильгельмины. Кроме города Донген, в общину также входит посёлок Гравенмор. Площадь общины составляет 29,72 км². Численность населения — 25.385 человек (на 2009 год). Плотность населения — 869 чел./км².

## История
Поселение Донген (от нид. donken — дюны) образовалось на песчаных дюнах в болотистой местности графства Голландия не позднее XII столетия. Здесь сходились старинные торговые пути из городов Бреда, Остерхут и Хертогенбос, на этих дюнах-холмах впоследствии была возведена церковь. В 1281 году граф Вильгельм ван Горн создаёт здесь феодальное владение Донген. В XIV веке хозяин Донгена Виллем ван Дивенворде строит тут замок (был уничтожен пожаром в 1656 году).
До XVII века главным источником доходов для местного населения было сельское хозяйство. Затем в Донгене развиваются ремесленная выделка кож и производство обуви, особенно расширившееся в XVIII столетии. После 1860 года в городе создаются предприятия обувной промышленности.
Население посёлка Гравенмор, находившегося до 1672 года в составе провинции Южная Голландия, по вероисповеданию преимущественно протестантское. в то время как жители города Донген — католики.